# Hoops
Pour l’article homonyme, voir HOOPS.
Hoops ou Lancer-franc au Québec est une sitcom animée pour adultes américaine de 10 épisodes créée par Ben Hoffman et diffusée le 21 août 2020 sur Netflix. Dès la fin de l’année 2020, Netflix annule la production de la deuxième saison.

## Personnages
- Jake Johnson (VF : Charles Mendiant) : Entraîneur Ben Hopkins
- Rob Riggle (VF : Mathieu Buscatto) : Barry Hopkins
- Natasha Leggero (VF : Magali Bonfils) : Shannon
- Ron Funches (VF : Jean-Michel Vaubien) : Ron
- Cleo King (VF : Prisca Demarez) : Opa
- AD Miles (VF : Martin Faliu) : Matty

Version française :
- Société de doublage : BTI Studios
- Direction du chant : Olivier Podesta
- Adaptation : Olivier Podesta (Chansons)

```
 
Source et légende
 : version française (
VF
) sur 
RS Doublage
[
3
]
```

## Production

### Développement
Le 3 octobre 2018, il est annoncé que Netflix a donné à la production une commande de série pour une première saison composée de dix épisodes. La série a été créée par Ben Hoffman, également crédité comme producteur exécutif aux côtés de Phil Lord, Christopher Miller, Seth Cohen, Jeny Batten, M. Dickson et Jake Johnson. Les sociétés de production impliquées dans la série sont Bento Box Entertainment et 20th Television. La bande-annonce officielle de la série est sortie le 6 août 2020. La série sort le 21 août 2020. Dès la fin de l’année 2020, Netflix annule la production de la deuxième saison.

### Casting
Parallèlement à l'annonce de la commande de la série, il a été confirmé que Jake Johnson jouerait dans la série. En juillet 2020, il a été annoncé que Natasha Leggero, Rob Riggle, Ron Funches, Cleo King et AD Miles rejoindraient la série aux côtés de Johnson. 

## Épisodes
1. Épisode pilote
2. Les deux pères
3. Éthique
4. Le sponsor
5. Matty a une copine
6. Zen
7. En grève
8. La mort
9. Match à l'extérieur
10. Le recruteur